# Powiat Kiku
Powiat Kiku (jap. 企救郡 Kiku-gun) – dawny powiat w Japonii, w prefekturze Fukuoka.

## Historia[1]

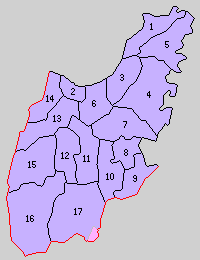
Powiat Kiku (11–19 – 1889 r.)

W pierwszym roku okresu Meiji na terenie powiatu znajdowały się 1 miejscowość i 112 wioski. Powiat został założony 1 listopada 1878 roku. 1 kwietnia 1889 roku powiat został podzielony na miejscowość Kokura i 16 wiosek: Mojigaseki, Yanagigaura, Matsugae, Tōgō, Adachi, 霧岳村, Sone, Kusami (朽網村), Shibatsu, Jōno, Higashimurasaki, Nishimurasaki, Itabitsu, Nishidani, Nakatani i Higashitani.
- 1 sierpnia 1894 – wioska Mojigaseki zdobyła status miejscowości i zmieniła nazwę na Moji. (2 miejscowości, 15 wiosek)
- 1 kwietnia 1899 – miejscowość Moji zdobyła status miasta. (1 miejscowość, 15 wiosek)
- 1 kwietnia 1900 – miejscowość Kokura zdobyła status miasta. (15 wiosek)
- 1 czerwca 1907: (11 wiosek)
  - wioska Sone powiększyła się o teren wiosek 霧岳村, Kusami i Shibatsu.
  - w wyniku połączenia wiosek Jōno i Higashimurasaki powstała wioska Kiku.
- 1 kwietnia 1908 – wioska Nishimurasaki została podzielona: część została włączona w teren wsi Kiku, a reszta – wsi Itabitsu. (10 wiosek)
- 1 grudnia 1908 – wioska Yanagigaura zdobyła status miejscowości i zmieniła nazwę na Dairi. (1 miejscowość, 9 wiosek)
- 1 października 1917 – wioska Kiku zdobyła status miejscowości. (2 miejscowości, 8 wiosek)
- 1 października 1922 – wioska Itabitsu zdobyła status miejscowości. (3 miejscowości, 7 wiosek)
- 1 lutego 1923 – miejscowość Dairi została włączona w teren miasta Moji. (2 miejscowości, 7 wiosek)
- 1 kwietnia 1927 – miejscowość Itabitsu została podzielona: część została włączona w teren miasta Yahata, a reszta – miasta Kokura. (1 miejscowość, 7 wiosek)
- 1 kwietnia 1927 – wioska Adachi połączyła się z miastem Kokura. (1 miejscowość, 6 wiosek)
- 1 listopada 1929 – wioska Tōgō połączyła się z miastem Moji. (1 miejscowość, 5 wiosek)
- 1 kwietnia 1934 – wioska Sone zdobyła status miejscowości. (2 miejscowości, 4 wioski)
- 1 września 1937 – miejscowość Kiku została włączona w teren miasta Kokura. (1 miejscowość, 4 wioski)
- 1 września 1941 – wioski Nakatani i Nishidani zostały włączone w teren miasta Kokura. (1 miejscowość, 2 wioski)
- 15 maja 1942: (1 wioska)
  - miejscowość Sone została włączona w teren miasta Kokura.
  - wioska Matsugae została włączona w teren miasta Moji.
- 10 września 1948 – wioska Higashitani została włączona w teren miasta Kokura. W wyniku tego połączenia powiat został rozwiązany. Był to pierwszy rozwiązany powiat w prefekturze Fukuoka od czasu jej reorganizacji w 1896 roku.